# Ingemar Stenmark
Ingemar Stenmark (Joesjö, Švedska, 18. ožujka 1956.), jedan je od najpoznatijih i najuspješnijih alpskih skijaša u povijesti. Proglašen je i ponajboljim švedskim športašem prošlog stoljeća za koga su Šveđani glasovali. Prema Švedskom športskom savezu (šved. Svenska Idrottsakademin), druga je osoba svih vremena po važnosti za švedski šport, poslije Björn Borga.
Pobijedio je na više utrka Svjetskog kupa nego li bilo koji drugi skijaš ukupno 86 puta (prvi sljedeći je Hermann Maier s 54 pobjede). Više pobjeda ima skijašica Mikaela Shiffrin. Ukupan broj utrka je bio bitno manji kroz sezonu, što dakle jasno pokazuje superiornost kojom je Stenmark vladao svjetskim skijanjem. Vrijedna spomena je i utrka veleslaloma u Jasni 1979. kad je pobijedio razlikom od 4,06 sekunda ispred drugoplasiranog.
Utrke spusta nije vozio osim za kombinaciju. Sudjelovao je na tri olimpijade. Zanimljiva je i činjenica da je bio prvi susjed obitelji koja će kasnije dati jedno veliko ime u alpskom skijanju, Stigu Strandu.
Osim sjajnih športskih dosega Stenmark je bio posebno cijenjen zbog mirnog karaktera i nekonfliktnog džentlmentskog držanja naizgled u suprotnosti s očitim pobjedničkim mentalitetom. U skijanju je pak ostavio dubok trag i utjecaj na generacije alpskih skijaša i trenera, jer je njegovo demonstriranje t.zv. prijestupne skijaške tehnike dovedeno gotovo do savršenstva.

## Lista rezultata
Pobijedio je ukupno tri puta, i to za redom, u generalnom poretku Svjetskog kupa (1976. – 1978.). Uspio je pobijediti u svim utrkama slaloma u jednoj sezoni u dva navrata: 1977./78., (7 pobjeda od 7 utrka) te 1978./79. (10 od 10). Sezone 1979./80. pobijedio je u 10 od 11 veleslaloma. 
Uključujući Svjetski kup, FIS Svjetska prvenstva i natjecanja na Zimskim olimpijskim igrama Stenmark je ostvario sljedeće podvige:
- 1. mjesto: 92 puta;
- 2. mjesto: 45 puta;
- 3. mjesto: 28 puta;
- 4. mjesto: 10 puta;
- 5. mjesto: 13 puta;
- 6. mjesto: 10 puta;
- 7. mjesto:  8 puta;
- 8. mjesto:  7 puta;
- 9. mjesto:  5 puta;
- 10. mjesto: 4 puta.

Zabranjen mu je nastup na Olimpijskim igrama 1984. godine u Sarajevu zbog optužbi za profesionalizam, tako da nije mogao braniti zlato osvojeno četiri godine ranije. Već 1988. godine mu je ponovno dopušten nastup na OI, tada već na zalazu karijere.

### Zimske olimpijske igre
- 1976., bronca (veleslalom)
- 1980., zlato (slalom i veleslalom)

### Svjetska prvenstva
- Garmisch-Partenkirchen 1978., zlato (slalom i veleslalom)
- Schladming 1982., zlato (slalom), srebro (veleslalom)